# Joachim Witt
Joachim Witt (Amburgo, 22 febbraio 1949) è un cantante, musicista e chitarrista tedesco.

## Biografia
Musicista dance, ha spopolato nelle discoteche europee soprattutto all'inizio della sua attività. Nella seconda metà degli anni ottanta si è orientato verso la NDW, approdando infine al gothic rock nel decennio successivo.

## Discografia essenziale

### Album
- Silberblick (1980)
- Edelweiß (1982)
- Märchenblau (1983)
- Mit Rucksack und Harpune (1985)
- Moonlight Nights (1985)
- 10 Millionen Partys (1988)
- Kapitän der Träume (1992)
- Goldener Reiter (1996)
- Witt / Das Beste (1998)
- Bayreuth 1 (1998 )
- Bayreuth 2 (2000 )
- Eisenherz (2002)
- POP (2004)
- Bayreuth 3 (2006)
- DOM (2012)
- Neumond (2014)
- Ich (2015)
- Rübezahl (2016)
- Rübezahls Rückkehr (2020)
- Rübezahls Reise (2022)

### Singoli
- 1981: Goldener Reiter
- 1981: Kosmetik
- 1982: Herbergsvater
- 1983: Märchenblau
- 1983: Hörner in der Nacht
- 1984: Wieder bin ich nicht geflogen
- 1984: Das Supergesicht
- 1985: Blonde Kuh
- 1986: How will I Know
- 1987: Mad News
- 1988: Engel sind zart
- 1988: Pet Shop Boy
- 1988: Der Tankwart heißt Lou
- 1989: Herbergsvater Mix ´90
- 1990: Goldener Reiter -Thorsten Fenslau Remix
- 1991: Hallo Deutschland
- 1992: Das kann doch einen Seemann nicht erschüttern
- 1992: Restlos
- 1992: In die falsche Welt geboren
- 1992: Kapitän der Träume
- 1994: Goldener Reiter Remix ´94
- 1995: Goldener Raver
- 1997: Das geht tief
- 1998: Die Flut
- 1998: Und ... ich lauf
- 1999: Das geht Tief
- 2000: Bataillon d´Amour
- 2002: Eisenherz
- 2002: Supergestört und Superversaut
- 2004: Erst wenn das Herz nicht mehr aus Stein ist
- 2005: Back in the Moment (con Angelzoom)
- 2006: Sternenlicht
- 2007: Alle Fehler (con Purwien)
- 2009: Dorian Hunter Theme
- 2009: Kosmetik
- 2009: Ja, ja...
- 2009: Goldener Reiter
- 2009: Mein Schatten
- 2012: Gloria
- 2013: Kein Weg zu Weit
- 2014: Mein Herz
- 2014: Die Erde brennt
- 2015: Hände Hoch
- 2015: Über das Meer
- 2016: Terrorist der Liebe (con Hubert Kah)
- 2018: Aufstehen
- 2020: Die Rückkehr
- 2024: Ich hab Dich nie vergessen (con Nino De Angelo)